# Нова-Алворада
Нова-Алворада (порт. Nova Alvorada) — муниципалитет в Бразилии, входит в штат Риу-Гранди-ду-Сул. Составная часть мезорегиона Северо-восток штата Риу-Гранди-ду-Сул. Входит в экономико-статистический микрорегион Гуапоре. Население составляет 2834 человека на 2006 год. Занимает площадь 149,362 км². Плотность населения — 19,0 чел./км².

## История
Город основан 5 декабря 1988 года.

## Статистика
- Валовой внутренний продукт на 2003 составляет 63 585 698,00 реалов (данные: Бразильский институт географии и статистики).
- Валовой внутренний продукт на душу населения на 2003 составляет 22 717,29 реала (данные: Бразильский институт географии и статистики).
- Индекс развития человеческого потенциала на 2000 составляет 0,798 (данные: Программа развития ООН).